# عبد الرحمن الماجدي
عبد الرحمن الماجدي (1965 - الآن) شاعر وصحفي عراقي مهجري مقيم في هولندا.

## حياته
ولد الشاعر والصحفي عبد الرحمن الماجدي في بغداد عام 1965 من أبوين مهاجرين من أقصى أهوار محافظة ميسان جنوب العراق.
درس الأدب الروسي في جامعة بغداد التي تخرج فيها عام 1989. وعمل كمترجم حر في دار ثقافة الأطفال عام 1989 وعام 1990. غادر العراق عام 1992 إلى سورية التي عمل فيها صحافيا ومحررا في عدد من الصحف المعارضة لنظام صدام حسين. ونشر قصائده فيها وفي صحف عربية. غادر دمشق إلى هولندا نهاية عام 1996 لاجئاً سياسيا بدعوة من وزارة الهجرة الهولندية. نال عام 1997 جائزة مؤوسة الهجرة الشعرية في أمستردام  عن قصيدته «الصدفة إلى آخرها». ونال عام 1998 جائزة مؤوسسة DUNYA الهولندية في مدينة روتردام عن قصيدته «حديقة الرحمن». وفي هولندا درس في النشر الإلكتروني في معهد أدفشن في مدينة اوترخت عام 2005.
نشر قصائده في عدد من المجلات والصحف العربية. وترجمت قصائده للغات الهولندية والإنكليزية والفرنسية والفارسية والألمانية والإيطالية.
عمل رئيس تحرير نشرة الكرامة التي كانت تصدر عن المركز العراقية للنشاطات الإنسانية في دمشق عام 1995-1996. وعمل مستشار تحرير مجلة بغداد التي صدرت في بغداد وأربيل عام 2011. وعمل محرراً وكاتباً في القسم العربي لاذاعة هولندا العالمية عام 2006. وعمل رئيسا لقسم الاعلام الإلكتروني في شبكة الاعلام العراقي 2011.
اختير لعضوية لجنة تحكيم الافلام الوثائقية في مهرجان وهران للفيلم العربي  عام 2011 في الجزائر.
يعمل نائب مدير تحرير جريدة إيلاف الإلكترونية  منذ عام 2003 حتى الآن.

## أعماله
- شعراء عراقيون في هولندا (شعر- منشورات البيت العراق في هولندا) إصدار مشترك 2002
- صرخة من اجل العراق  (مقالات- دار النهار في بيروت) إصدار مشترك 2003
- ممالك لغد حيران  (شعر- دار مخطوطات في هولندا) 2002
- المعنى في الحاشية (شعر- دار مخطوطات في هولندا) 2005
- ليس كل الأحلام قصائد (شعر- ترجمة- المجلس القومي للترجة في القاهرة) 2009
- حروب أبجدية (شعر- دار الشؤون الثقافية العامة في بغداد) 2012
- تضاريس الحب (شعر- ترجمة- دار مخطوطات في لاهاي) 2015
- الشعر في حقول الألغام (أنطولوجيا شعرية عن ميليشيا الثقافة- دار مخطوطات في لاهاي) 2015
- باه (شعر- دار مخطوطات في لاهاي) 2015
- أنطولوجيا الشعر الإستوني المعاصر (الآخر ليسَ نائياً) (شعر-ترجمة- دار مخطوطات في هولندا) 2016
- بازيريك - رواية (11) دار مخطوطات - لاهاي. 2021

## وصلات خارجية
- عبد الرحمن الماجدي يدعو لتفكيك كتلتي (الداخل والخارج) بالهامش
- كريم ناصر: حروب أبجدية حالة الانزياح في المستوى السياقي الشعري
- نصيف الناصري: عبد الرحمن الماجدي في مجموعتيه الشعريتين «أختام هجرية» و«المعنى في الحاشية»
- عبد الرحمن الماجدي بين الذات المفردة والذات الجمعية
- النص الايروتيكي: شهوة الحرف وجمالية اللفظ (قراءة في «تفاح أشقر» لعبد الرحمن الماجدي)
- شعرية التناص مع المقدس: سراويل يوسف أنموذجاً